# Baron Haussmann
Baron Georges-Eugène Haussmann (27. března 1809 v Paříži – 11. ledna 1891 tamtéž) byl francouzský městský architekt a pařížský prefekt, jehož jméno je spojováno zejména s rozsáhlou přestavbou Paříže. Narodil se v Paříži do protestantské rodiny z Alsaska.

## Dílo
- Baron Haussmann: Mémoires. Édition intégrale. Précédée d’une introduction générale par Francoise Choay et d’une introduction technique par Bernard Landau et Vincent Sainte Marie Gauthier. Éditions du Seuil, Paris 2000, ISBN 2-02-039898-2.